# Museu da Saga
O Museu da Saga – em sueco: Sagomuseet - é um museu das sagas, lendas e tradições orais da região, na cidade sueca de Ljungby, na província histórica da Småland.